# Teïspes d'Anshan
Teïspes (antic persa 𐎨𐎡𐏁𐎱𐎡𐏁, Cišpiš; grec antic: Τεΐσπης, Teḯspēs) va ser rei dels perses entre els anys 675 aC i 640 aC, aproximadament. Era suposadament fill d'Aquèmenes i avantpassat de Cir el Gran. Inicialment era tributari dels medes, i va augmentar el seu poder durant l'interregne escita de l'Imperi mede. Va expandir el seu territori ocupant el regne d'Anshan a l'antic Elam.
Se sap que era el pare de Cir I i d'Ariaramnes. Va ser rei dels perses i de la ciutat d'Anshan. Aquest darrer títol el va portar després de la conquesta de la ciutat i la seva regió.
Va morir cap a l'any 650 aC, i d'acord amb la genealogia de Darios el seu domini es va dividir entre dos fills: Ariaramnes que va rebre els dominis de les tribus perses, i Cir I, que va rebre Anshan i Persis.